# Casa de Oro-Mount Helix
Casa de Oro-Mount Helix is een plaats (census-designated place) in de Amerikaanse staat Californië, en valt bestuurlijk gezien onder San Diego County.

## Demografie
Bij de volkstelling in 2000 werd het aantal inwoners vastgesteld op 18.874.
Het U.S. Census-bureau schatte op 1 april 2010 het inwonersaantal op 18.762 inwoners.

## Geografie
Volgens het United States Census Bureau beslaat de plaats een oppervlakte van
17,7 km², geheel bestaande uit land.

## Plaatsen in de nabije omgeving
De onderstaande figuur toont nabijgelegen plaatsen in een straal van 8 km rond Casa de Oro-Mount Helix.